# Équipe cycliste Skydive Dubai-Al Ahli
L'équipe cycliste Skydive Dubai-Al Ahli Club est une équipe cycliste émiratie ayant le statut d'équipe continentale.

## Histoire de l'équipe

### 2014
La saison 2014 est la première de l'équipe continentale émiratie Skydive Dubai.

### 2015
En 2015, Skydive Dubai change de nom et devient Skydive Dubai-Al Ahli Club à partir du 1er mai.

## Principales victoires

### Classiques
- Melaka Chief Minister's Cup : Alexandr Pliuschin (2014)

### Courses par étapes
- Tour de Kumano : Francisco Mancebo (2014)
- Sharjah International Cycling Tour : Alexandr Pliuschin (2014), Soufiane Haddi (2015) et Adil Jelloul (2016)
- Jelajah Malaysia : Rafaâ Chtioui (2014) et Francisco Mancebo (2015)
- Tour d'Égypte : Francisco Mancebo (2015)
- Tropicale Amissa Bongo : Rafaâ Chtioui (2015)
- UAE Cup : Maher Hasnaoui (2015)
- Tour d'Al Zubarah : Maher Hasnaoui (2015)

### Championnats nationaux
- Championnats du Maroc sur route : 4
  - Course en ligne : 2014 (Adil Jelloul) et 2015 (Soufiane Haddi)
  - Contre-la-montre : 2014 et 2015 (Soufiane Haddi)
- Championnats de Tunisie sur route : 4
  - Course en ligne : 2014 et 2015 (Rafaâ Chtioui)
  - Contre-la-montre : 2015 (Rafaâ Chtioui) et 2016 (Maher Hasnaoui)

## Classements UCI
L'équipe participe aux circuits continentaux et principalement à des épreuves de l'UCI Asia Tour. Les tableaux ci-dessous présentent les classements de l'équipe sur les différents circuits, ainsi que son meilleur coureur au classement individuel.
UCI Africa Tour
| Saison | Classement par équipes | Meilleur coureur au classement individuel |
| ------ | ---------------------- | ----------------------------------------- |
| 2014   | 9e                     | Rafaâ Chtioui (46e)                       |
| 2015   | 1re                    | Rafaâ Chtioui (4e)                        |
| 2016   | 3e                     | Soufiane Haddi (3e)                       |
| 2017   | 12e                    | Maher Hasnaoui (22e)                      |

UCI America Tour
| Saison | Classement par équipes | Meilleur coureur au classement individuel |
| ------ | ---------------------- | ----------------------------------------- |
| 2016   | 42e                    | Francisco Mancebo (306e)                  |

UCI Asia Tour
| Saison | Classement par équipes | Meilleur coureur au classement individuel |
| ------ | ---------------------- | ----------------------------------------- |
| 2014   | 7e                     | Alexandr Pliuschin (24e)                  |
| 2015   | 2e                     | Andrea Palini (3e)                        |
| 2016   | 11e                    | Francisco Mancebo (32e)                   |
| 2017   | 40e                    | Adil Jelloul (49e)                        |

UCI Europe Tour
| Saison | Classement par équipes | Meilleur coureur au classement individuel |
| ------ | ---------------------- | ----------------------------------------- |
| 2015   | 97e                    | Francisco Mancebo (412e)                  |
| 2016   | 105e                   | Edgar Pinto (500e)                        |

## Skydive Dubai-Al Ahli en 2017[11]

### Effectif
| Cycliste                | Date de naissance | Nationalité         | Équipe 2016    |
| ----------------------- | ----------------- | ------------------- | -------------- |
| Sultan Hassan Alhammadi | 15/08/1993        | Émirats arabes unis | Sky Dive Dubai |
| Rafaâ Chtioui           | 26/01/1986        | Tunisie             | Sky Dive Dubai |
| Saeed Desmal            | 02/08/1998        | Émirats arabes unis | Neoprofesional |
| Soufiane Haddi          | 20/02/1991        | Maroc               | Sky Dive Dubai |
| Maher Hasnaoui          | 22/09/1989        | Tunisie             | Sky Dive Dubai |
| Al Ali Ibrahim          | 17/11/1994        | Émirats arabes unis | Sky Dive Dubai |
| Khalid Ibrahim          | 12/11/1995        | Émirats arabes unis | Sky Dive Dubai |
| Adil Jelloul            | 14/06/1982        | Maroc               | Sky Dive Dubai |
| Francisco Mancebo       | 09/03/1976        | Espagne             | Sky Dive Dubai |
| Mohamed Mehrab          | 13/05/1998        | Émirats arabes unis | Neoprofesional |
| Tarek Obaid Murad       | 01/04/1984        | Émirats arabes unis | Sky Dive Dubai |
| Marlen Zmorka           | 01/07/1993        | Ukraine             | Sky Dive Dubai |

## Saisons précédentes
- Skydive Dubai-Al Ahli Club en 2015
- Skydive Dubai-Al Ahli Club en 2016